# Saloá
Saloá es un municipio brasileño del estado de Pernambuco. Administrativamente está formado por los distritos de Iatecá (prata) y por los poblados del Gigante, São Serafim y el distrito Serrinha da Prata. Tiene una población estimada al 2020 de 15 862 habitantes.

## Historia
La sesmaría que dio origen a las tierras del municipio de Saloá pertenecían a Gerônimo Burgos de Souza e Eça. Fueron vendidas a Manuel da Cruz Vilela el 23 de julio de 1712.
El distrito fue creado con la denominación de São Serafim, por la ley municipal n.º 60, del 4 de marzo de 1921, a la época como parte del municipio de Bom Conselho. En 1939 tuvo su cambio de nombre a Barro. En 1944, pasó a llamarse Saloá. Fue elevado a la categoría de municipio  por la ley provincial n.º 4946, del 20 de diciembre de 1963.
El topónimo Saloá tiene origen en la lengua macro-ye, de los pueblos Fulniôs, habitantes de la región. Fuentes de informaciones narradas en el libro "La Historia de Saloá" del escritor y poeta saloaense José de Freitas Sobrinho, es un nombre indígena "Saloa". Para adaptar el nombre al portugués fue insertado el acento agudo en la última letra A, quedando Saloá.

## Geografía
El municipio se encuentra ubicado en su mayor parte en la Meseta de Borborema, con relieve suave y ondulado.

## Turismo
Apodada "cidade das piscinas" (la ciudad de las piscinas), es conocida por su gran cantidad de parques acuáticos.